# Førde
Førde är en tätort och stad i västra Norge som sedan den 1 januari 2020 utgör centralort i Sunnfjords kommun i Vestland fylke. Innan 2020 utgjorde staden centralort i dåvarande Førde kommun i dåvarande Sogn og Fjordane fylke.
Den norska lotteriinspektionen Lotteritilsynet är sedan 2001 förlagd till Førde, som också är kansliort för Fjordande tingrett.

## Sport
Volleybollaget Førde VBK, som blivit norska mästare flera gånger både på herr- och damsidan kommer från orten.